# 磷酸铈
磷酸铈是铈的磷酸盐之一，为一种无机化合物，化学式为CePO4。

## 制备
磷酸铈可由磷酸钠和硝酸铈在溶液中反应得到：
Ce(NO3)3 + Na3PO4 → CePO4↓ + 3 NaNO3
氯化铈或硝酸铈和磷酸反应也能得到产物。

## 相关化合物
- 磷酸高铈，化学式Ce3(PO4)4。
- 磷酸氢铈(IV)，化学式Ce(HPO4)2。
- 五磷酸铈，化学式CeP5O14。